# Rafael Navarro
Pour l’article homonyme, voir Navarro (homonymie).
Rafael Navarro Leal dit Rafael Navarro, né le 14 avril 2000 à Cabo Frio au Brésil, est un footballeur brésilien jouant au poste d'avant-centre aux Colorado Rapids.

## Biographie

### En club
Né à Cabo Frio au Brésil, Rafael Navarro est formé par le Fluminense FC avant de rejoindre l'Atlético Goianiense. Il ne joue aucun match avec ces deux clubs et signe le 30 octobre 2019 en faveur du Botafogo FR, où il doit dans un premier temps renforcer l'équipe U20 du club.
Le 25 janvier 2021, il joue son premier match de première division brésilienne contre son club formateur, le Fluminense FC. Il entre en jeu à la place de José Welison (en) et son équipe s'incline par deux buts à zéro. Le 2 février 2021 il inscrit son premier but en première division contre la SE Palmeiras. Titularisé ce jour-là, il permet à son équipe d'égaliser et d'obtenir le point du match nul (1-1 score final).
Lors de la saison 2021 du Brasileiro Série B, Navarro contribue au sacre de son équipe, championne de deuxième division et qui remonte directement dans l'élite. Il est notamment l'auteur de quinze buts cette saison-là, ce qui le place troisième au classement des meilleurs buteurs de la saison. 
Le 22 décembre 2021, Rafael Navarro s'engage en faveur de la SE Palmeiras pour un contrat de cinq ans. 
Peu utilisé en 2023, il est prêté aux Rapids du Colorado, franchise de Major League Soccer, pour une durée de douze mois avec une option d'achat, le 10 juillet 2023.
Navarro marque son premier but pour le club le 15 octobre 2023, lors d'une rencontre de MLS face au FC Dallas. Titulaire, il ouvre le score, mais les deux équipes se neutralisent (1-1 score final).

## Palmarès
SE Palmeiras
- Champion de Brasileiro Série B en 2021.
- Vice-champion de Rio de Janeiro en 2021.

 SE Palmeiras
- Vainqueur de la Recopa Sudamericana en 2022.
- Champion de São Paulo en 2022.
- Champion du Brésil en 2022.
- Vainqueur de la Supercoupe du Brésil en 2023.
- Finaliste de la Coupe du monde des clubs en 2021.